# 성윤
성윤(盛允, ? ~ ?)은 후한 후기의 관료로, 자는 백세(伯世) 또는 자사(子嗣)이며, 양국 우현(虞縣) 사람이다. 본래 석(奭)씨였는데, 선조가 전한 원제 때 원제의 휘를 피하여 고쳤다.

## 생애
효렴으로 천거되어 낭(郞)에 제수되었고, 의랑(議郞)일 때 향리에서 은거하던 범방(范滂)을 등용하려 하였으나 거절당하였다.
연희 2년(159), 대홍려에서 사공으로 승진하였다.
연희 3년(160) 7월, 사도로 전임되었다.
연희 4년(161), 면직되고 연희 연간에 죽었다.